# Dionís Clemente
Dionís Clemente o Dionís Climent, notario y escritor español del siglo xvi. Escribió el libro de caballerías Valerián de Hungría (Valencia, 1540).

## Biografía
No hay mucha información sobre su vida: si bien su única obra conocida, el Valerián de Hungría, ha sido objeto de estudio a lo largo de los siglos por diversos autores, el autor se mantuvo totalmente desconocido hasta 1987. En ese año se encontró el contrato, de fecha 30 de diciembre de 1539, estipulado entre Clemente y el editor Francisco Díaz Romano para la impresión de mil ejemplares del libro, entregado en 1540. De ahí se extrajo una mínima información sobre Clemente: según consta en el documento, era notario residente en Valencia. De búsquedas posteriores del nombre valenciano de "Dionís Climent" en el Archivo del Reino de Valencia se descubrió su firma en el testamento de Juan de Brandeburgo-Ansbach, segundo marido de Germana de Foix.  Por tanto, sabemos que tuvo contactos con la alta nobleza española de la época, por lo que probablemente también desempeñó un papel importante dentro de ella. Más allá de esto, no hay más información sobre él.
Aunque su obra no tuvo mucho éxito en España, nunca siendo reimpresa, en Italia el Valerián de Hungría se publicó en dos ediciones diferentes, con títulos y traducciones diferentes al español: la primera editada por Pietro Lauro como Historia di Valeriano d'Ongaria de 1558, la segunda de 1611 llamada Historia Dell' Valeriano d'Ongaria, ambas impresas en Venecia.